# Digras
Digras es una ciudad y  municipio situada en el distrito de Yavatmal en el estado de Maharashtra (India). Su población es de 44767 habitantes (2011). Se encuentra a  58 km de Yavatmal.

## Demografía
Según el censo de 2011 la población de Digras era de 44767 habitantes, de los cuales 22780 eran hombres y 21987 eran mujeres. Digras tiene una tasa media de alfabetización del 87,04%, superior a la media estatal del 82,34%: la alfabetización masculina es del 92,26%, y la alfabetización femenina del 81,64%.